# Pierwszy rząd Bertiego Aherna
Pierwszy rząd Bertiego Aherna – rząd Irlandii funkcjonujący od 26 czerwca 1997 do 6 czerwca 2002. Był to gabinet tworzony przez polityków Fianna Fáil (FF) oraz Progresywnych Demokratów (PD).
Rząd został powołany po wyborach w 1997, w wyniku których wyłoniono Dáil Éireann 28. kadencji. Po trzech latach przerwy Fianna Fáil powróciła do władzy, a jej lider Bertie Ahern został premierem. Rząd uzyskał wotum zaufania większością 84 głosów w 166-osobowej izbie, zastępując gabinet Johna Brutona. W lipcu 1997 dokonano korekty w zakresie nazewnictwa i kompetencji poszczególnych resortów. Funkcjonował przez całą kadencję z pewnymi zmianami w jego składzie. Po kolejnych wyborach zastąpiony został przez drugi rząd tego samego premiera.

## Skład rządu
- Taoiseach: Bertie Ahern (FF)
- Tánaiste, minister przedsiębiorczości, handlu i zatrudnienia: Mary Harney (PD)
- Minister rolnictwa, żywności i rozwoju obszarów wiejskich: Joe Walsh (FF)
- Minister sztuki, dziedzictwa i spraw Gaeltachtu: Síle de Valera (FF)
- Minister obrony: David Andrews (FF, do października 1997), Michael Smith (FF, od października 1997)
- Minister edukacji i nauki: Micheál Martin (FF, do stycznia 2000), Michael Woods (FF, od stycznia 2000)
- Minister środowiska i samorządu lokalnego: Noel Dempsey (FF)
- Minister finansów: Charlie McCreevy (FF)
- Minister spraw zagranicznych: Ray Burke (FF, do października 1997), David Andrews (FF, od października 1997 do stycznia 2000), Brian Cowen (FF, od stycznia 2000)
- Minister zdrowia i dzieci: Brian Cowen (FF, do stycznia 2000), Micheál Martin (FF, od stycznia 2000)
- Minister sprawiedliwości: John O’Donoghue (FF)
- Minister gospodarki morskiej i zasobów naturalnych: Michael Woods (FF, do stycznia 2000), Frank Fahey (FF, od stycznia 2000)
- Minister przedsiębiorstw publicznych: Mary O’Rourke (FF)
- Minister spraw społecznych, komunikacji i rodziny: Dermot Ahern (FF)
- Minister turystyki, sportu i rekreacji: Jim McDaid (FF)